# Runovići
Runovići és un poble de Croàcia situat al comtat de Split-Dalmàcia.
En el cens de l'any 2001, el municipi tenia 2.643 habitants, dels quals el 99,21% eren croats. i només el poble tenia 2.071 habitants